# Marjasaari (ö i Södra Savolax, S:t Michel, lat 61,25, long 27,38)
Marjasaari är en ö i Finland. Den ligger i sjön Lahnavesi och i kommunen Sankt Michel i den ekonomiska regionen  S:t Michel och landskapet Södra Savolax, i den södra delen av landet, 180 km nordost om huvudstaden Helsingfors. Öns area är 2,4 hektar och dess största längd är 320 meter i öst-västlig riktning.